# Ipnops
Ipnops – rodzaj ryb skrzelokształtnych z rodziny Ipnopidae. Ich oczy są przekształcone w płaskie struktury pozbawione soczewek.

## Klasyfikacja
Gatunki zaliczane do tego rodzaju:
- Ipnops agassizii
- Ipnops meadi
- Ipnops murrayi
- Ipnops pristibrachium